# Zelanaphes lamprogonius
Zelanaphes lamprogonius är en stekelart som beskrevs av John S. Noyes och Valentine 1989. Zelanaphes lamprogonius ingår i släktet Zelanaphes och familjen dvärgsteklar. Inga underarter finns listade i Catalogue of Life.